# Charles Panati
Charles Panati (* 1943) ist ein US-amerikanischer Physiker und Wissenschaftsjournalist.
Charles Panati war sechs Jahre lang als Wissenschaftsredakteur bei Newsweek tätig. Er lebt in Sayville (New York).

## Publikationen
- Populäres Lexikon religiöser Bräuche und Gegenstände. Von Altar bis Yin und Yang. Piper, 2002. ISBN 3-492-23796-7, Frankfurt am Main : Eichborn 1998, Übersetzung ins Deutsche Reinhard Kaiser.
- Universalgeschichte der ganz gewöhnlichen Dinge, DTV, 1998.  ISBN 3-423-36088-7, Frankfurt am Main : Eichborn 1994, Reihe Die Andere Bibliothek, ISBN 978-3-8218-4118-2.